# Ataxolepis apus
Ataxolepis apus är en fiskart som beskrevs av Myers och Freihofer, 1966. Ataxolepis apus ingår i släktet Ataxolepis och familjen Cetomimidae. Inga underarter finns listade.